# Classical Barbra
Classical Barbra è un album in studio della cantante statunitense Barbra Streisand, pubblicato nel 1976.

## Tracce
1. Beau soir (Claude Debussy) – 2:42
2. Brezairola - Berceuse (Joseph Canteloube) – 3:47
3. Verschwiegene Liebe (Hugo Wolf) – 2:57
4. Pavane (Vocalise) (Gabriel Fauré) – 5:29
5. Après un rêve (Fauré) – 3:24
6. In trutina (Carl Orff) – 2:11
7. Lascia ch'io pianga (George Frideric Handel) – 3:37
8. Mondnacht (Robert Schumann) – 3:56
9. Dank sei Dir, Herr (Handel o Siegfried Ochs) – 3:42
10. I Loved You (Claus Ogerman) – 2:18